# Rizal (Cagayan)
Rizal è una municipalità di quinta classe delle Filippine, situata nella Provincia di Cagayan, nella Regione della Valle di Cagayan.
Rizal è formata da 29 baranggay:
- Anagguan
- Anungu
- Anurturu
- Balungcanag
- Battut
- Batu
- Bural (Zinundungan)
- Cambabangan
- Capacuan
- Dunggan
- Duyun
- Gaddangao
- Gaggabutan East
- Gaggabutan West
- Illuru Norte

- Illuru Sur
- Lattut
- Linno (Villa Cruz)
- Liwan
- Mabbang
- Masi (Zinundungan)
- Mauanan
- Minanga
- Nanauatan
- Nanungaran
- Pasingan
- Poblacion
- San Juan (Zinundungan)
- Sinicking